# Rita Vittadini
Rita Vittadini, née le 19 mars 1914 à Milan et morte le 25 avril 2000 à Pavie, est une gymnaste artistique italienne.

## Carrière
Rita Vittadini remporte aux Jeux olympiques d'été de 1928 à Amsterdam la médaille d'argent du concours général par équipes féminin avec Bianca Ambrosetti, Lavinia Gianoni, Luigina Perversi, Diana Pizzavini, Anna Luisa Tanzini, Carolina Tronconi, Ines Vercesi, Luigina Giavotti, Virginia Giorgi, Germana Malabarba et Carla Marangoni.